# Sidney Harman
Sidney Harman (ur. 4 sierpnia 1918 w Montrealu w Kanadzie, zm. 12 kwietnia 2011 w Waszyngtonie) – amerykański przedsiębiorca, multimilioner pochodzenia żydowskiego.

## Życiorys
W 1953 roku, wraz z Bernardem Kardonem, założył firmę audiofilską Harman Kardon (część koncernu Harman International). Od sierpnia 2010 roku był właścicielem „Newsweeka”.
Jego małżonką była Jane Harman.